# Anotogaster nipalensis
Anotogaster nipalensis är en trollsländeart som först beskrevs av Selys 1854.  Anotogaster nipalensis ingår i släktet Anotogaster och familjen kungstrollsländor. IUCN kategoriserar arten globalt som livskraftig. Inga underarter finns listade i Catalogue of Life.